# Pancratium tenuifolium
Pancratium tenuifolium är en amaryllisväxtart som beskrevs av Ferdinand von Hochstetter och Achille Richard. Pancratium tenuifolium ingår i släktet Pancratium och familjen amaryllisväxter. Inga underarter finns listade i Catalogue of Life.